# Роздольне (Ніжинський район)
Роздо́льне — село в Україні, у Мринській сільській громаді Ніжинського району Чернігівської області. Населення становить 93 особи.

## Історія
На мапі 1869, 1941 року позначене як Комарівка.

## Населення

### Мова
Розподіл населення за рідною мовою за даними перепису 2001 року:
| Мова       | Кількість | Відсоток |
| ---------- | --------- | -------- |
| українська | 219       | 99.1%    |
| російська  | 2         | 0.9%     |
| Усього     | 221       | 100%     |